# عبدللینو (شهرستان مچتلینسکی، باشقیرستان)
عبدللینو (انگلیسی: Abdullino, Mechetlinsky District, Bashkortostan) یک شهرک در شهرستان مچتلینسکی استان باشقیرستان کشور روسیه است.